# Арифметика (Магницкий)
«Арифметика» (А҆рїѳме́тїка, си́рѣчь наꙋ́ка числи́телнаѧ. С̾ра́зныхъ дїале́ктѡвъ наславе́нскїй ꙗ҆зы́къ преведе́наѧ, и҆ во є҆ди́но собрана̀, и҆ на двѣ̀ кни́ги раздѣле́на) — первый печатный курс математики на книжно-славянском языке, сыгравший важную роль в истории преподавания математики в России.
Составлен Леонтием Филипповичем Магницким.
Книга издана в 1703 году, а написана, по-видимому, до 1700 года.
Несколько экземпляров оригинального издания хранятся в Отделе редких книг и рукописей библиотеки Московского университета.
Часто цитируются вводные слова книги:
А҆рїѳме́тїка и҆лѝ числи́телница, є҆́сть хꙋдо́жество че́стное, незави́стное, и҆ всѣ́мъ ᲂу҆добопоѧ́тное, многополѣ́знѣйшее, и҆ многохва́лнѣйшее.

## Предыстория
Первым математическим трудом, написанным на территории Руси, считается произведение монаха Кирика, написанное в 1134 году, полное название которого звучит как «Кирика диакона и доместика Новгородского Антониева монастыря учение им же ведати человека числу всех лет».
Большая часть этого текста посвящена различным хронологическим расчетам времени с сотворения мира, а также вычислению христианских праздников.
Следы математических познаний на Руси можно найти и в «Русской правде», где приведены довольно сложные арифметические расчёты, а также в некоторых международных договорах.
К концу XVII — началу XVIII века на Руси существует довольно ограниченное количество математических трудов, среди которых нет учебников по арифметике или геометрии.
Сама арифметика не считается базовым предметом и преподается только в старших классах, что также объясняет отсутствие подобных книг.
Первый учебник на русском языке по теоретической геометрии — Синодальная № 42: рукопись 1625 года, опередившая своё время более чем на 100 лет.
Хранится в Государственном историческом музее.
Рукопись не распространилась в списках, таким образом, не могла повлиять существенно на образование в России.
Первой из школ, учреждённых Петром I в рамках его культурных преобразований, стала школа «Математических и Навигацких, то есть мореходных хитростно искусств учения», куда в том числе был приглашен Л. Ф. Магницкий для преподавания арифметики, геометрии и тригонометрии.
Для обучения необходимы были пособия, но полноценных учебников по арифметике в Российской империи не существовало.
В 1700 году происходит первая попытка публикации учебника по арифметике.
Ян Тессинг выпускает по поручению Петра «Краткое и полезное руковедение во арифметику» авторства И. Ф. Копиевича.
Однако раздел арифметики занимал в этой книги только 16 страниц, имея указание лишь на базовые знания о четырёх простейших математических действиях. Таким образом, «Арифметика» Магницкого стала первым печатным учебником, заключающим в себе систематические знания по арифметике.

## История создания
«Арифметика» впервые была опубликована в 1703 году.
Время её написания точно неизвестно.
Д. Д. Галанин называет период с 1694 по 1700 год.
Такие временные рамки Галанин объясняет историческими сведениями — не раньше 1694, потому что до этого Магницкий занят Спасскими курсами, и не позже, потому что «пользуясь широтой и долготой полярной звезды, он (Магницкий) вычисляет её для этого года и называет год преходящим летом».
Это наблюдение можно найти в конце книги, поэтому оно, скорее всего, было сделано в конце работы над книгой.
Кроме того, сам учебник довольно объёмный и тщательно проработанный, вследствие чего Галанин предполагает, что работа над ней должна была занять длительный срок.
Первый тираж составил 2400 экземпляров, что для XVIII века означало большой успех книги.
Об этом также свидетельствует и тот факт, что «Арифметика» оставалась основным учебником математики до середины века.
Стремительное развитие науки требовало создания соответствующих школ.
А. П. Денисов пишет, что и государственные интересы в воспитании сильных специалистов, и изменяющаяся наука призывали изменять и образование: теперь требовалось как общее, так и специальное, то есть углублённые познания в определённой сфере.
Поэтому появилась Навигацкая школа (Школы математических и навигацких наук), в которой Магницкий преподавал с самого её начала в 1701 году до своей смерти в 1739.
Активное участие в работе над ней принимал также сподвижник Петра I — В. А. Киприянов, отлично разбирающийся в предмете и приглашённый для работы по инициативе самого Магницкого.
Свидетельством их совместной работы считается сохранившаяся запись на выплату жалования — Магницкому было выплачено 12 рублей, Киприанову — 8.
При написании книги Магницкий ориентировался на европейские учебники и труды по математике.
Автор заявлял, что собрал науку арифметики в своей книге из разноязычных книг — греческих, латинских, немецких, итальянских и старославянских.
Полный список иностранных источников, использованных в работе, точно не установлен, однако заглавная гравюра-аллегория «Арифметики» была заимствована из учебника по военной арифметике немецкого автора Георга Бёклера.
Книга Магницкого не считается переводом иностранных учебников, а является полностью самостоятельным трудом — по структуре и содержанию.
Он переработал свой труд и адаптировал его согласно духу отечественных рукописей, приспособил к потребностям своего читателя.
В результате всего этого был создан новый оригинальный русский учебник математики, который 50 лет оставался единственным учебником для школ и в течение 100 лет оказывал влияние на математическое образование в России.
Русская математическая литература не знает другой книги, которая имела бы такое большое историческое значение и влияние.
«Арифметика» стала отражением прогрессивных начал петровского времени.
Магницкому удалось превратить свою книгу в своеобразную энциклопедию математических знаний, крайне необходимых для удовлетворения практических потребностей развивающегося государства.
Издание «Арифметики» проходило в чрезвычайно короткие сроки.
Рукопись была готова к концу 1701 года.
В декабре в Оружейной палате началась подготовка к созданию подносных экземпляров.
В их изготовлении принимали участие четыре писца, два живописца и один переплётчик.
К февралю 1702 года были готовы обе рукописи — первая для «великого государя», а вторая «в Оружейную палату боярину Фёдору Алексеевичу Головину и товарищам», также были отправлены в типографию книги для напечатания тиража.
В феврале 1703 года Магницкому были выданы деньги для доставки напечатанных материалов и провоз их в стены Навигацкой школы, которая являлась местом распространения книг среди учащихся.

## Описание издания
«Арифметика» представляет собой книгу форматом «в лист» (формат листа, сфальцованного пополам) с довольно скромным оформлением, но большими требованиями к набору.
Размер рамки титульного листа составляет 235×130 мм.
Текст и узоры печатались, по-видимому, при помощи деревянных резаных досок.
На отдельных вкладных листах имеются таблицы, иногда большего формата, чем книга.
Печать выполнена красками двух цветов — чёрной и красной.
Основной шрифт — кириллица трех размеров (87, 73 и 60 мм), в формулах появляются также латинские и греческие буквы.
В тексте использованы славянские цифры, однако в примерах, задачах и таблицах — арабские.
Несмотря на строгость оформления, издание содержит множество декоративных элементов.
Страницы обрамлены рамкой из наборных украшений.
Перед титульным листом — фронтиспис, гравюра на меди, изображающая русский герб и ниже — Пифагора и Архимеда.
На самом титульном листе киноварью стоит полное название книги:

А҆рїѳме́тїка, си́рѣчь наꙋ́ка числи́телнаѧ. С̾ра́зныхъ дїале́ктѡвъ наславе́нскїй ꙗ҆зы́къ преведе́наѧ, и҆ во є҆ди́но собрана̀, и҆ на двѣ̀ кни́ги раздѣле́на.
Помимо фронтисписа, в книге встречается много других иллюстраций: вклеенные гравюры, заставки, резанные на дереве, чертежи и рисунки, поясняющие текст.
Их авторами считают гравёров М. Карновского и М. Павлова (Пневского), а тиснение А. В. Лаврентьев приписывает В. Киприянову, участвовавшему в написании «Арифметики».
Из библиографического описания Т. А. Быковой также известно о рукописи «Арифметики», хранящейся в Библиотеке Академии наук в Санкт-Петербурге.
Именно она послужила образцом, с которого происходила подготовка клише книги, изданной в 1703 году.
Рукопись содержит рисунки всех использованных иллюстраций, кроме одной заставки с аллегорическим изображением Арифметики в обличье женщины в короне.

## Содержание
Учебник Магницкого содержит сведения об арифметике, алгебре, геометрии, тригонометрии, астрономии, геодезии и навигации.
Как отмечает Б. В. Гнеденко, «Арифметика» больше похожа на энциклопедию, нежели на учебное пособие.
В книге Магницкий излагает устройство десятичной системы исчисления и впервые вводит арабские цифры взамен буквенному обозначению.
Помимо арабской системы нумерации в тексте «Арифметики» также упоминается латинская и славянская системы.
Магницкий, объясняя арифметические действия, применяет двойную терминологию, используя и русские, и латинские названия.
Так в тексте присутствуют «нумерацио или счисление, аддицио или сложение, субстракцио или вычитание, мультипликацио или умножение, дивизио или деление».
В «Арифметике» изображение Архимеда и Пифагора, над которыми расположен двуглавый орел, находится на ненумерованных страницах.
Далее следуют 18 пронумерованных страниц, заполненных стихами «на предлежащий герб», оглавлением и обращением к читателю.
На остальных 306 страницах изложен курс математики.
В книге также содержатся 26 рисунков к задачам и 74 геометрических фигуры и чертежa. Учебник Магницкого составлен из двух книг.
Первая книга, посвященная арифметике, а также логарифмам и прогрессиям, включает в себя пять частей.
Первая часть уделяет внимание арифметическим действиям с числами.
Вторая часть описывает «числа ломаные», то есть дроби.
Между второй и третьей частью Магницкий размещает объемную главу с описанием древних весов и монет, которые сравниваются с мерами, современными автору.
Третья часть книги посвящена тройному правилу, четвёртая часть имеет название «о правилах фальшивых и гадательных», пятая повествует «о прогрессии и радиксе, квадратных и кубических».
Вторая книга «Арифметики» состоит из трех разделов: I часть — об алгебре, II часть — о геометрии, III часть — «Обще о земном размерении и яже к мореплаванию принадлежат», где содержатся сведения для навигации.
Одна и та же структура изложения материала выстраивается во всей книге: новое правило сначала сопровождается простым примером, затем представляется общая формулировка, далее идут задачи для закрепления.
Термины в «Арифметике» изложены с помощью житейских образов, а задачи имеют прикладной характер.
Например, Магницкий объясняет устройство дробного числа с помощью разделения рубля, а в задачах упоминается генерал, желающий «учинить баталию», перед которым стоит цель определённым способом разделить войско.
Значительная часть материала ориентирована на «основного потребителя арифметических познаний» — купечество.
Книга включает главы: «Тройная торговая в товарных овощах с вывескою», «Статья меновая в торгу» и другие.
В «Арифметике» также большинство правил сопровождается силлабическими стихами.
Стихотворения помещены и перед каждой частью учебника.

## Оценки
- М. В. Ломоносов (1711—1765) называл «Арифметику» Леонтия Магницкого и «Грамматику» Мелетия Смотрицкого «вратами своей учёности».
- Адмирал В. Я. Чичагов (1726—1809) — «Один из учителей, Магницкий, слыл за великого математика. Он издал … сочинение, бывшее у меня в руках, в котором заключались арифметика, геометрия, тригонометрия и начатки алгебры. Впоследствии эту книгу признавали за образец учености».
- В. В. Бобынин «Едва ли можно найти в русской физико-математической литературе другое сочинение с таким же историческим значением, как „Арифметика“ Магницкого.»[18]
- Профессор П. Н. Берков (1896—1969) в предисловии к библиографическому описанию книги от Т. А. Быковой и М. М. Гуревича называет «Арифметику» «одним из важнейших явлений книгопечатной деятельности Петровского времени».
- В. К. Тредиаковский (1703—1769) лично знал Магницкого и считал его «сведущим славянского языка», «добросовестным человеком» и «первым Российским арифметиком, геометром, издателем и учителем в России арифметики и геометрии».
- Историк А. П. Юшкевич (1906—1993) считает «Арифметику» связующим звеном между традициями московской рукописной литературы и влияниями западноевропейской. Около 50 лет она не имела конкурентов и сыграла в истории русского математического образования огромную роль.[19]